# Powiat Coburg
Powiat Coburg (niem. Landkreis Coburg) – powiat w Niemczech, w kraju związkowym Bawaria, w rejencji Górna Frankonia, w regionie Oberfranken-West.
Siedzibą powiatu Coburg jest miasto na prawach powiatu Coburg, które do powiatu nie należy.

## Podział administracyjny
W skład powiatu Coburg wchodzą:
- cztery gminy miejskie (Stadt)
- trzynaście gmin wiejskich (Gemeinde)
- jedna wspólnota administracyjna (Verwaltungsgemeinschaft)
- trzy obszary wolne administracyjnie (gemeindefreies Gebiet)

Miasta:
| Lp. | Nazwa miasta        | Ludność (31.12.2011) | Powierzchnia km² |
| --- | ------------------- | -------------------- | ---------------- |
| 1   | Bad Rodach          | 6.320                | 77,65            |
| 2   | Neustadt bei Coburg | 15.682               | 61,90            |
| 3   | Rödental            | 13.091               | 49,96            |
| 4   | Seßlach             | 4.008                | 72,51            |

Gminy wiejskie:
| Lp. | Nazwa gminy           | Ludność (31.12.2011) | Powierzchnia km² |
| --- | --------------------- | -------------------- | ---------------- |
| 1   | Ahorn                 | 4.339                | 19,85            |
| 2   | Dörfles-Esbach        | 3.636                | 3,83             |
| 3   | Ebersdorf bei Coburg  | 6.006                | 26,50            |
| 4   | Großheirath           | 2.595                | 22,27            |
| 5   | Grub am Forst         | 2.943                | 11,97            |
| 6   | Itzgrund              | 2.344                | 33,08            |
| 7   | Lautertal             | 4.152                | 30,34            |
| 8   | Meeder                | 3.814                | 79,59            |
| 9   | Niederfüllbach        | 1.589                | 2,59             |
| 10  | Sonnefeld             | 4.998                | 34,69            |
| 11  | Untersiemau           | 4.047                | 20,49            |
| 12  | Weidhausen bei Coburg | 3.148                | 9,61             |
| 13  | Weitramsdorf          | 5.032                | 33,71            |

Wspólnoty administracyjne:
| Lp. | Nazwa wspólnoty administracyjnej | Ludność (31.12.2011) | Powierzchnia km² | Liczba gmin |
| --- | -------------------------------- | -------------------- | ---------------- | ----------- |
| 1   | Grub am Forst                    | 4.532                | 14,56            | 2           |

Obszary wolne administracyjnie:
| Lp. | Nazwa obszaru           | Ludność (31.12.2011) | Powierzchnia km² |
| --- | ----------------------- | -------------------- | ---------------- |
| 1   | Callenberger Forst-West | niezamieszkany       | 2,32             |
| 2   | Gellnhausen             | niezamieszkany       | 2,80             |
| 3   | Köllnholz               | niezamieszkany       | 2,80             |